# Løgtingswahl 1994
- Republikaner: 4
- Arbeiterunion: 3
- Sozialdemokraten: 5
- Selbstverwaltung: 2
- Unionisten: 8
- Christdemokraten: 2
- Zentrumspartei: 2
- Volkspartei: 6

Die Løgtingswahl 1994 auf den Färöern fand am 7. Juli 1994 statt. Es war die 13. Wahl seit Erlangung der inneren Selbstverwaltung (heimastýri) im Jahr 1948.
Von den traditionellen Parteien ging der unionistische Sambandsflokkurin als Gewinner und größte Partei aus dieser Wahl hervor. Er konnte 2 Sitze hinzugewinnen und den Sitzanteil von 6 auf 8 erhöhen.
Großer Verlierer dieser Wahl waren der sozialdemokratische Javnaðarflokkurin, der von seinen 10 Sitzen fünf verlor. Auch der konservative Fólkaflokkurin gehörte zu den Verlierern und musste einen Sitz abgeben. Der linksrepublikanische Tjóðveldisflokkurin hatte dagegen nur leichte Stimmverluste und verlor keinen Sitz.
Von den kleineren Parteien konnte der Kristiligi Fólkaflokkurin seinen Stimmanteil halten, wohingegen der Sjálvstýrisflokkurin über 3 Prozent verlor und einen Sitz abgeben musste.
Unter den erstmals angetretenen Parteien eroberte die linkssozialistische Protestpartei Verkamannafylkingin drei Sitze und der wertkonservativ-religiöse Miðflokkurin erhielt zwei Sitze. Aufgrund zu schwacher Ergebnisse gingen dagegen Frælsisfylkingin und Hin Føroyski Flokkurin leer aus. Für diese beiden Parteien war es auch die letzte Wahl. Sie traten bei der nächsten Wahl im Jahr 1998 nicht wieder an.
Als Folge des eindeutigen Wahlergebnisses konnte die sozialdemokratisch geführte Landesregierung Marita Petersen nicht weiterregieren und wurde durch die neugebildete, unionistisch geführte Landesregierung Edmund Joensen I abgelöst, an der der Javnaðarflokkurin allerdings als Koalitionspartner mit zwei Ministern beteiligt war.

## Ergebnisse der Løgtingswahl vom 7. Juli 1994
An der Wahl nahmen 10 Parteien teil. Damit weist die Wahl 1994 die höchste Anzahl von Parteien auf, die jemals an einer Løgtingswahl teilgenommen haben.
| Partei                        | Stimmen | Prozent | Sitze |  |
| ----------------------------- | ------- | ------- | ----- |  |
| B – Sambandsflokkurin         | 5.986   | 23,4    | 8     |  |
| A – Fólkaflokkurin            | 4.093   | 16,0    | 6     |  |
| C – Javnaðarflokkurin         | 3.917   | 15,4    | 5     |  |
| E – Tjóðveldisflokkurin       | 3.507   | 13,7    | 4     |  |
| I – Verkamannafylkingin       | 2.421   | 9,5     | 3     |  |
| F – Kristiligi Fólkaflokkurin | 1.606   | 6,3     | 2     |  |
| H – Miðflokkurin              | 1.491   | 5,8     | 2     |  |
| D – Sjálvstýrisflokkurin      | 1.437   | 5,6     | 2     |  |
| G – Hin Føroyski Flokkurin    | 616     | 2,4     | 0     |  |
| J – Frælsisfylkingin          | 487     | 1,9     | 0     |  |
| Gesamt                        | 25.561  | 100     | 32    |  |